# Famille Rostand
Pour les articles homonymes, voir Rostand.
La famille Rostand est une famille française de la bourgeoisie marseillaise, et subsistante de l'ancienne bourgeoisie active notamment dans la finance et les arts et lettres entre le XVIIIe siècle et le XXe siècle.

## Histoire
Originaire d'Orgon, en Provence, où le premier ancêtre connu est Ludovicus Rostagni au début du XVIe siècle, l'un de ses membres, Claude Rostand (1663-1733), y est premier consul. Esprit Rostand (1679-1768), son fils, y est notaire royal.
La famille s'établit à Marseille au milieu du XVIIIe siècle avec Alexis Rostand (1726-1788), le fils d'Esprit, qui y fonde une maison de négoce de drap et devient conseiller de ville en 1788.
Elle s'est par la suite illustrée aux XIXe et XXe siècles dans les domaines du commerce, de l'armement naval et de la finance, mais également de la politique et des lettres, la figure la plus célèbre de la famille étant l'académicien Edmond Rostand (1868 - 1918), mais aussi le biologiste et philosophe Jean Rostand (1894-1977), lui aussi académicien. Elle compte ainsi un maire de Marseille, trois académiciens, plusieurs grandes figures de la banque et du négoce, ainsi que des militaires.
Elle est toujours représentée au XXIe siècle principalement à Paris.

## Généalogie
- Claude Rostand (1663-1733), premier consul d'Orgon, époux de Suzanne Jourdan
  - Esprit Rostand (1679-1768), notaire royal, époux d'Anne Estrangin
    - Alexis Rostand (1726-1789), négociant, conseiller de la ville de Marseille, époux de Marguerite Lions (1740-1825)
      - Alexis-Joseph Rostand (1769-1854), négociant, armateur, maire de Marseille (1830-1832), président du conseil général des Bouches-du-Rhône, épouse sa cousine germaine Marie Julie (Thérèse) Rostand (1768-1809)
        - Joseph Rostand (1804-1867), trésorier de la ville de Marseille, administrateur de la Caisse d’épargne
          - Alexis Rostand (1844-1919), musicien et financier, président du Comptoir national d'escompte de Paris et de la Banque internationale pour l'Afrique occidentale
          - Eugène Rostand (1843-1915), économiste, avocat, banquier et homme de lettres, membre de l'Académie des sciences morales et politiques
            - Edmond Rostand (1868-1918), écrivain, dramaturge, poète et essayiste, membre de l'Académie française, épouse Rosemonde Gérard (1866-1953)
              - Maurice Rostand (1891-1968), écrivain
              - Jean Rostand (1894-1977), écrivain et biologiste, membre de l'Académie française, époux d'Andrée Mante
                - François Rostand (1921-2003)

            - Juliette Rostand (1872-1956), pianiste, épouse Louis Mante (1857-1939), dont postérité
            - Jeanne Rostand (1879-1922), épouse Pierre Jacquin de Margerie (1861-1942), dont postérité (voir Famille Jacquin de Margerie)

      - Bruno-Xavier Rostand (1780-1860), négociant, armateur, président de la chambre de commerce de Marseille, chevalier de la Légion d'honneur, époux d'Eglé Jourdan
        - Albert Rostand (1818-1891), banquier, armateur et homme d'affaires, fondateur des Messageries maritimes, époux d'Elisa Chancel
        - Jules Rostand (1820-1889), négociant, armateur et homme d'affaires, épouse Camille Puget (1827-1882), fille de Wulfran Puget et nièce d'Edmond Canaple
          - Jules Rostand (1847-1930), banquier et homme d'affaires, maire d'Andilly
            - Pierre Rostand (1876-1922), diplômé d'HEC, banquier, époux de Valentine Whettnall (petite-fille d'Eugène de Fourcy)
              - Guillaume Rostand (1904-1992), capitaine de vaisseau, chef du service historique du ministère des Armées, épouse Antoinette Binoche (1910-2001), maire du 18e arrondissement de Paris, fille de Léon Binoche
              - Olivier Rostand (1906-1987)
                - Charles Rostand (1953), diplômé de l'ESSEC, conseiller du commerce extérieur de la France, épouse Laure Rioult de Neuville (1955)
                  - Amélie Rostand (1979), épouse de Victor Mathieu (1980)
                  - Alexis Rostand (1980), époux de Julie Aupied (1978)
                  - Guillaume Rostand (1981), époux de Diane de Villèle (1980)

            - André Rostand (1878-1965), officier d'infanterie, historien, patron de presse, maire de Flamanville, conseiller général de la Manche, président de la chambre d'agriculture de la Manche, membre du Conseil national, époux de Marie-Louise Milcent (nièce de Louis Milcent)
              - Gérard Rostand (1910 - 1925)
              - Colette Rostand (1911-2008), épouse de Jacques Charoy, polytechnicien, secrétaire général de la Chambre syndicale des producteurs d'énergie
              - Philippe Rostand (1914 - 1987), époux de  Geneviève de Commines de Marsilly (1915-2006)
                - Michel Rostand
                - Guy-André Rostand

              - Michel Rostand (1916-1940), officier d'aviation, mort pour la France
              - Germain (1919 - 1921)
              - Gilles Rostand (1922 - 1965)
              - Marguerite Rostand (1925 - 2024), maire de Bouteville (Manche)
              - Hélène Rostand (1926-2016), épouse d'Henri Berlier de Vauplane dont postérité (voir Famille Berlier de Vauplane)
              - Alain Rostand (1929), président de banque, vice-président de Renaissance catholique, secrétaire général du Centre international d'études sur le linceul de Turin, épouse sa cousine Marie-Louise Rostand (1927-2015)
                - Alexis Rostand (1959), diplômé de l'École navale, capitaine de vaisseau
                - Fabienne Rostand (1961)
                - Antoine Rostand (1962), ancien élève de l'École polytechnique, titulaire d'un MBA de l'INSEAD, président de Schlumberger Business Consulting
                - Pascale Rostand (1964), en religion
                - Arnaud Rostand (1966), en religion
                - Nicolas Rostand (1967), diplômé de l'ESC Reims, titulaire d'un MBA d'HEC Paris (École des hautes études commerciales de Paris), associé gérant chez Ciclad, fonds d'investissement français

              - Bernadette Rostand (1931 - 2024), épouse de Bernard de Commines de Marsilly

            - Franceline Rostand (1908-1978), épouse de Maurice Jeanson (petit-fils d'Antony Roulliet et beau-frère de Jacques Meffre)
            - Isabelle Rostand (1879-1956), épouse de Louis Desanges, président de Gaz et Eaux

          - Albert Rostand (1850-1906), Saint-Cyrien, lieutenant-colonel d'infanterie, époux de sa cousine Marie Rostand
          - Aricie Rostand (1851-1950), épouse de Jules Guez, directeur de la Compagnie de navigation Cyprien Fabre
          - Paul Rostand (1854-1914), époux de Sophie Ruffo de Bonneval

        - Henri Rostand (1824-1870), négociant
          - Marguerite Rostand (1868-1953), épouse Auguste Froustey-Bouvard (1863-1940), directeur au Comptoir national d'escompte de Paris, fils naturel d'Alfred de Vigny et d'Augusta Froustey

        - Charles Rostand (1832-1872), raffineur de sucre, gendre d'Alexandre Clapier
        - Alfred Rostand (1836-1907), industriel savonnier, époux d'Angélique Richard-Paul
          - Thérèse Rostand (1865-1939), épouse de Paul Paranque
          - Auguste Rostand (1869-1955), époux de Louise de Blesson
          - Marthe Rostand (1871-1961), épouse de Joseph Maurel (Banque Martin Maurel)

      - Claire Rostand (1771-1852), épouse de son cousin Jean Estrangin (1760-1811), substitut au Parlement de Provence, avoué à Marseille

    - André Rostand, notaire à Orgon, marié à Marguerite Estrangin
      - Marie Julie (Thérèse) Rostand (1768-1809), femme d'Alexis-Joseph

    - Marguerite Rostand, femme de Louis Estrangin (1728-1797)
      - Jean Estrangin (1760-1811), mari de sa cousine Claire Rostand ci-dessus.

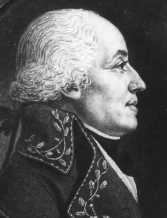
Portrait d'Alexis Rostand
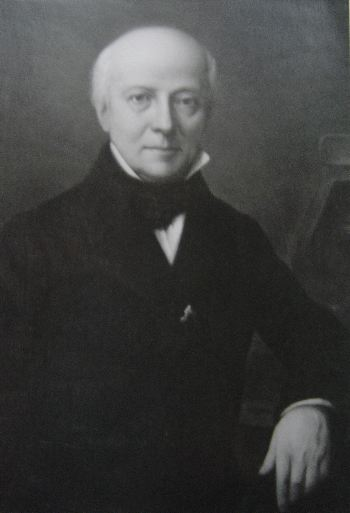
Portrait de Bruno Rostand (1780-1860)
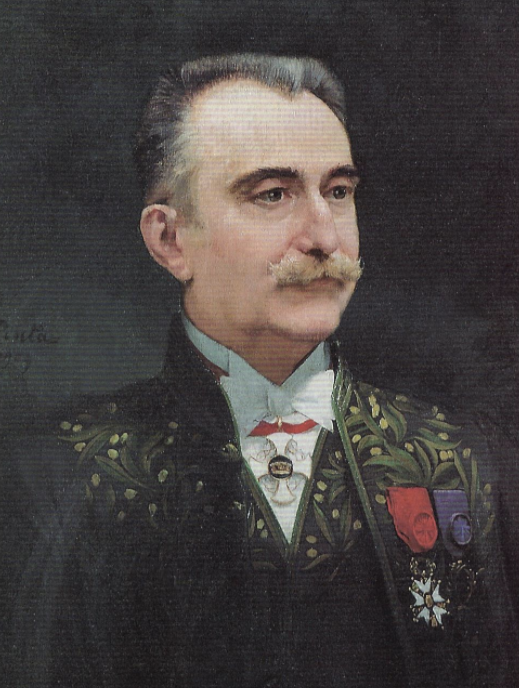
Portrait d'Eugène Rostand (1843-1915)
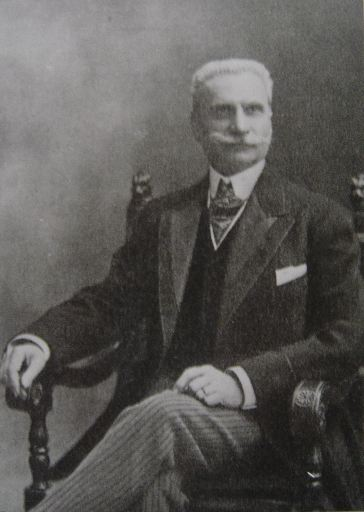
Portrait d'Alexis Rostand (1844-1919)
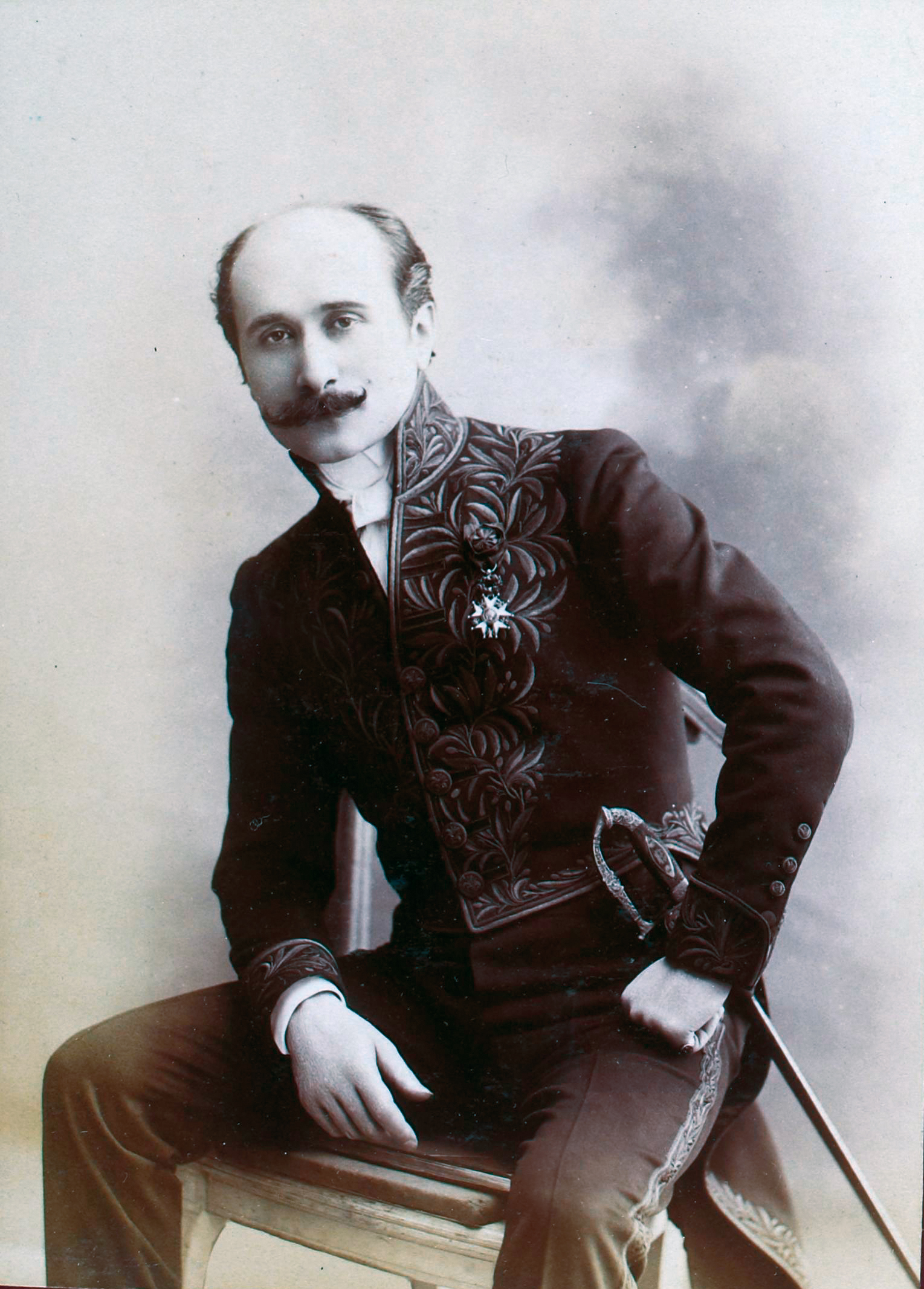
Portrait d'Edmond Rostand (1868-1918) en habit vert
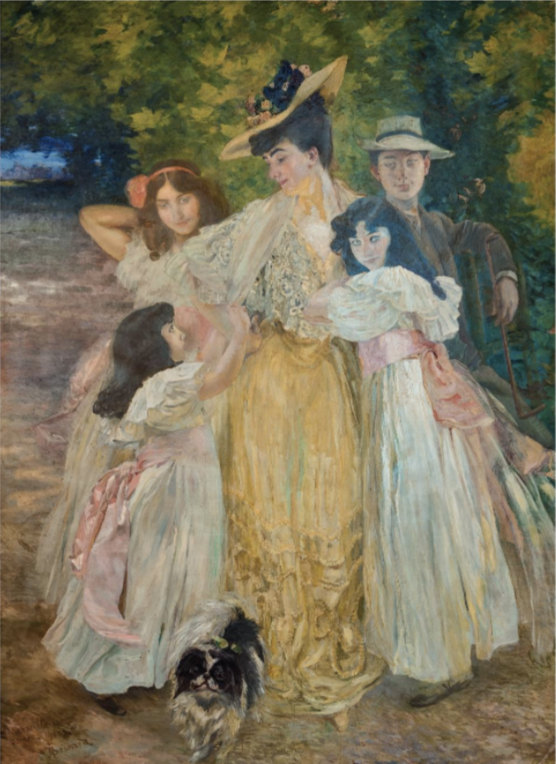
Portrait de Juliette Mante-Rostand (1872-1956) entourée de ses quatre enfants (Gérard, Andrée, Régine et Odette)
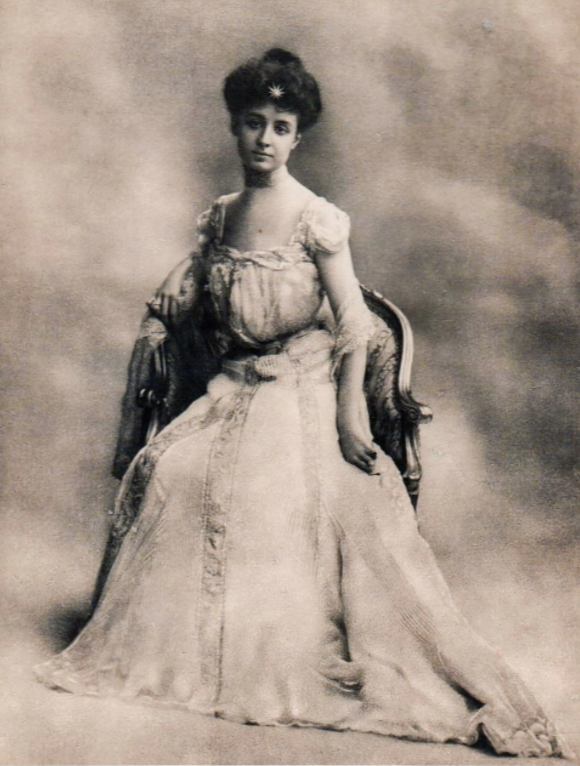
Photographie de Jeanne (Rostand) de Margerie
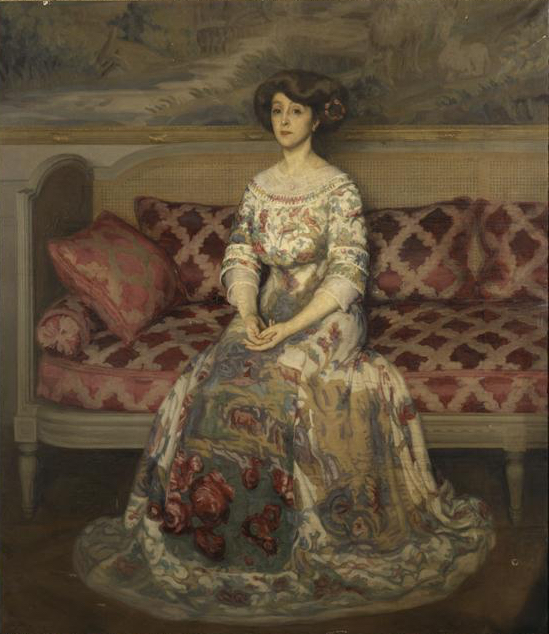
Portrait de Mme Edmond Rostand, née Rosemonde Gérard (1866-1953)
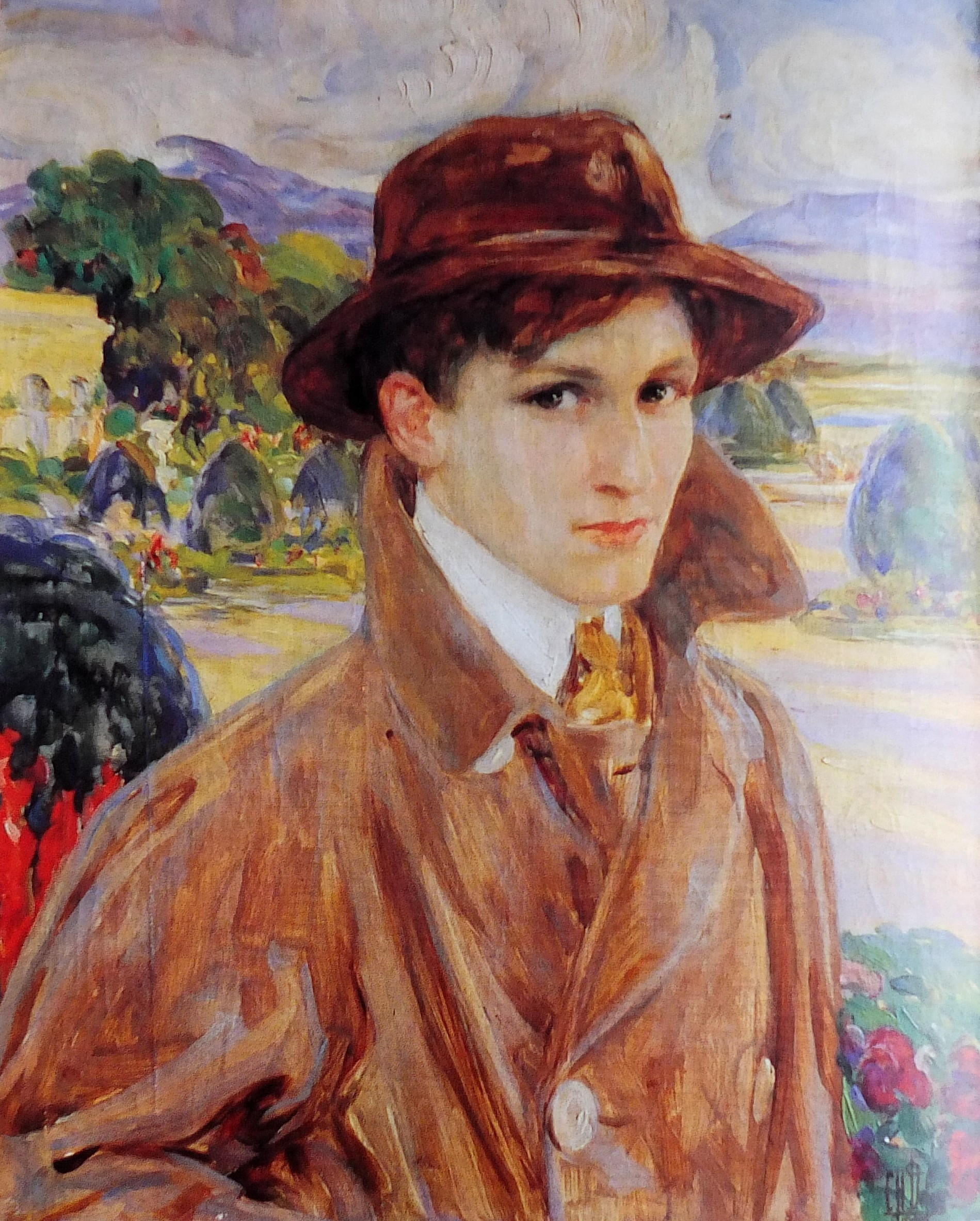
portrait de Maurice Rostand (1891-1968), par Clémentine-Hélène Dufau

## Possession
- Villa Arnaga
- Château de Belmont (Andilly)
- Château de Flamanville
- Château de Pinterville
- Château de Clairfont
- Villa Julia